# Hieronim Radziwiłł
Hieronim Wincenty Radziwiłł armories Trąby, né le 11 mai 1759, à Nieśwież, et mort de le 18 septembre 1786, est un homme d'État du Grand-duché de Lituanie, chambellan de Grande Lituanie (ru) (1779-1786), capitaine de cavalerie du chorągiew des hussards de l'armée lituanienne (1780), et starost (ru) de Minsk.

## Biographie
Hieronim Radziwiłł appartient à une des plus riches familles du Grand-duché de Lituanie. Il est le fils unique Michał Kazimierz Radziwiłł surnommé Rybeńko (1702-1762), hetman de Grande Lituanie et voïvode de Vilnius, issu de son second mariage avec Anna Luiza Mycielska (1729-1771), veuve de Leon Michał Radziwiłł. Il est le demi-frère du voïvode de Vilnius Karol Stanisław Radziwiłł.
En raison de la mise sous séquestre des propriétés des Radziwiłł, Hieronim passe son enfance en Bohème et en Allemagne. Il est éduqué chez lui, l'un de ses professeurs était un célèbre écrivain et pédagogue polonais Józef Katenbring (1730-1804). Il sert dans l'armée autrichienne. Il est pupille puis compagnon de son demi-frère Karol Stanisław, qui l'appuie dans sa carrière dans l'administration du Grand-duché de Lituanie.
Le 31 décembre 1775, Hieronim Radziwiłł épouse à Ratisbonne la princesse allemande Sophie-Frédérique de Tour et Taxis (de), deuxième fille de Charles-Anselme de Tour et Taxis (de) (1733-1805), 4e prince de Thurn et Taxis, et d'Augusta de Wurtemberg. Ce mariage lie le magnat lituanien avec de nombreuses dynasties européennes. Ils ont quatre fils, dont Mikołaj, Karol et Dominik.
Le 17 janvier 1784. Sophie-Dorothée, emmenant avec elle de nombreux objets de valeur, s'enfuit avec son amant, le célèbre compositeur tchèque Jan Ladislav Dussek. Hieronim Radziwiłł les poursuit et les arrête à Tilsit , à la frontière avec la Prusse. Les relations du couple ne se rétabliront pas après cet événement. 
En 1779, Hieronim Radziwiłł est nommé chambellan de Grande Lituanie, et en 1780, capitaine de cavalerie des hussards de l'armée lituanienne. En 1780 et en 1784, il est ambassadeur auprès de la Diète, en 1782-1783 député du Tribunal du Grand-duché de Lituanie. En 1783, il devient staroste de Minsk.
En janvier 1786, Hieronim Radziwiłł divorce d'avec sa femme.
Il meurt à 27 ans, le 18 septembre 1786. Son  jeune fils Dominik Hieronim Radziwiłł, placé sous la tutelle de son oncle  Karol Radziwiłł, hérite de ses biens.